# São Vicente da Beira
São Vicente da Beira is een plaats (freguesia) in de Portugese gemeente Castelo Branco en telt 1597 inwoners (2001).